# Shoki Hirai
Pour les articles homonymes, voir Hirai.
Shoki Hirai (平井 将生, Hirai Shoki) est un footballeur japonais né le 4 décembre 1987 à Tokushima. Il évolue au poste d'attaquant.

## Palmarès
- Vainqueur de la Coupe du Japon en 2008 avec le Gamba Osaka